# Mala Vrbica
Mala Vrbica (kyrillisch: Мала Врбица) ist ein Dorf in der Opština Kladovo und im Bezirk Bor im Osten Serbiens.

## Einwohner
Laut Volkszählung 2011 leben 782 Menschen im Dorf.
Weitere Volkszählungen:
- 1948: 0970
- 1953: 1123
- 1961: 1058
- 1971: 1226
- 1981: 1233
- 1991: 1155
- 2001: 0783

## Geschichte
Die älteste Erwähnung des Dorfes findet sich auf einer österreichischen Karte namens 'Temescher Banat' aus den Jahren 1736 und 1783 sowie auf einer Karte des Dorfes Velika Vrbica.
Es wird erzählt, dass Mala Vrbica unabhängig von Velika Vrbica wurde. Zuerst wurde es in Seljište gegründet, von wo es vor etwa 100–150 Jahren an seinen heutigen Standort umgezogen ist. Die Überlieferung über die Gründung des Dorfes in Seljište ist nicht erhalten geblieben, aber es ist bekannt, dass viele der heute ansässigen Familien in ihm lebten, deren Vorfahren entweder zurückgekehrt sind oder aus der Walachei gekommen sind.